# حمام الجعيفر
حمّام الجعيفر من حمامات بغداد العامة القديمة ويقع بجانب الكرخ من بغداد في محلة الجعيفر. وهو بعيد عن سوق الجديد والطريق إليه يخترق الأسواق والمقاهي ويمر بسكة (الكاريات) في زقاق بيت عبد الحميد العلوجي ، فلم يفكر أحد من أهل المحلة في الذهاب إليه، وربما كان كثيرون لا يعرفون موقعه، ويبدو ان صاحب الحمام اضطر إلى تقسيم الزمان بين الجنسين لأنه لم يقدر على تقسيم المكان پينهما، فكانت نوبة النساء منذ الصباح الباكر حتى الثانية أو الثالثة بعد الظهر، ومن ثمة تبدأ نوبة الرجال وتنتهي في الليل . وفي الفترة الحرجة، وهي ساعة الانتقال من نوبة إلى نوبة، يحدث عادة الصياح والعياط، فقد تكون إحدى النساء منهمكة في إرتداء ملابسها، عندما تداهمها نظرات رجل دخل الحمام متصوراً انه قد أُخلي لجنسه، إستأجر هذا الحمام الأستاذ عبد الغفور البدري مؤسس جريدة الاستقلال عام (1920م) والمتوفي عام (1947م)، وطالما شوهد يتوكأ على عصاه ويدخل الحمام ليحاسب وكيله . وكان دلاك الحمام اسمه (حجي نفس) وله مآثر فيه، وتوجد في (طمة) هذا الحمام نخلة (عيطة) شاخصة بطولها وسط تلك الطمة.